# BTR-82
BTR-82 (БТР-82) は、BTR-80Aを大幅に近代化したロシア製の装甲兵員輸送車である。

## 歴史
BTR-82とBTR-82Aの最初の試作車両は2009年12月にアルザマス機械製作工場(AMZ)で組み立てられた。 車両は2010年の冬にテストされ、その後運用が開始された。2011年には、南部軍管区の一部の部隊がBTR-82Aを装備し始めた。
カザフスタン軍は、2010年にロシア軍よりも早くBTR-82Aを採用し、2012年から納入が開始された。
2013年に試験が終了し、ショイグ国防大臣の命令により、BTR-82はロシア陸軍に正式に採用された。

## デザイン
V型8気筒4サイクルディーゼルエンジンであるKAMAZ-740.14-300を搭載している。

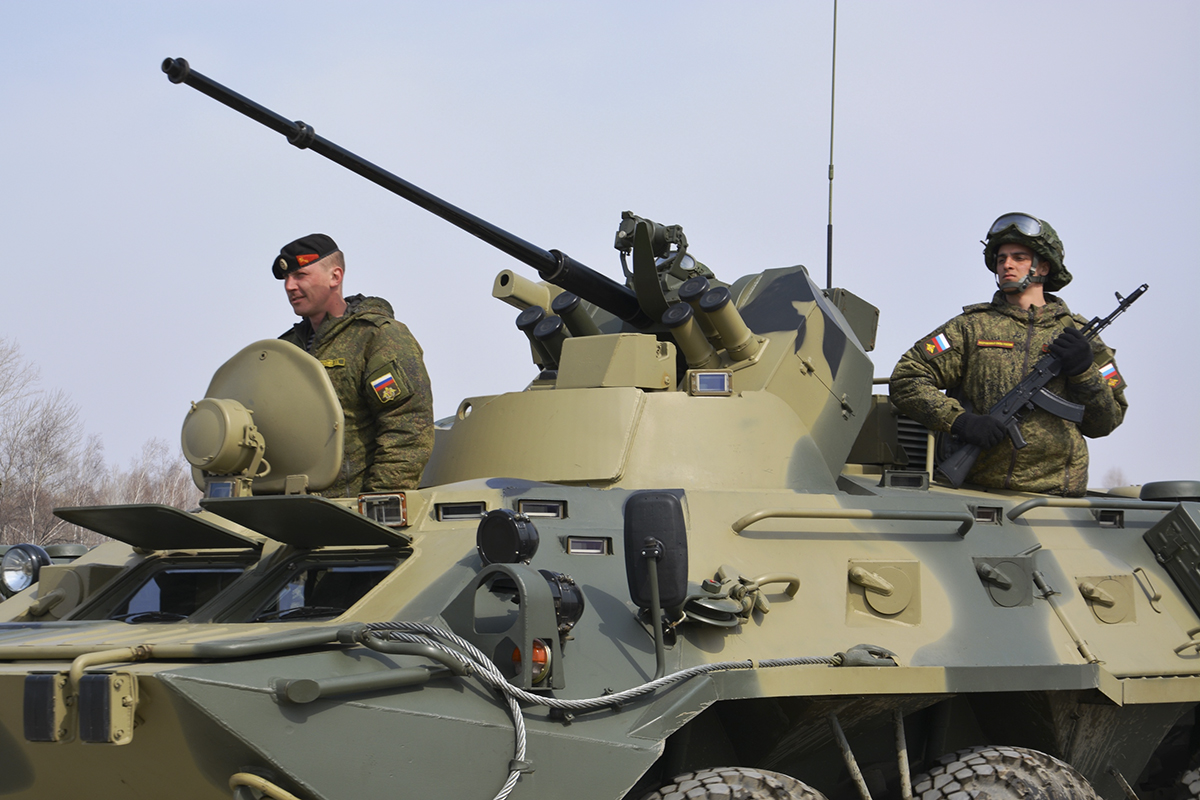
BTR-80A、BTR-82などに搭載されている2A72 30mm機関砲

砲塔は電気駆動式の二軸安定式の統合モジュールである。武装は、KPVT 14.5mm機関銃(BTR-82)または2A72 30mm機関砲(BTR-82A)、さらに副武装としてPKTM 7.62mm機関銃を連装で装備している。砲塔は電気駆動式のデジタル二軸安定装置とTKN-4GA 昼夜兼用砲手用照準器を装備しているため、砲及び照準が安定し、車内遠隔射撃装置を用いた射撃が行える。
TKN-4GA-03照準器の装備車は、暗視装置が熱映像暗視システムに強化されている。
生存性、不整地走破性、信頼性、耐用年数はBTR-80と比較し、大きく向上している。車体の内部にはスポールライナーが施されている。新型無線機の搭載や新型消火装置の搭載、対地雷防護性の向上など、他にも様々な改良が施されている。

## バリエーション
BTR-82A
2A72 30mm機関砲を装備したBPPU砲塔を搭載したタイプ。
BTR-82A1 (BТR-88)
ブレベストニク中央研究所により開発された改良型。遠隔操作戦闘モジュールを搭載している。
BTR-82AM
BTR-80をBTR-82A相当に改良したタイプ。
BTR-82AT
 増加装甲板とスラットアーマー、コルネット対戦車ミサイルを取り付け、夜間交戦能力を向上させたタイプ。
BTR-82V
ロスグヴァルディヤが運用するタイプ。
BTR-87
BTR-82Aの大幅な近代化改修型であり、空挺軍用に改めれたフロントエンジンとトランスミッションコンパートメント、リアコンパートメントを備えている。GAZグループによって開発された。

## 派生車両
タイフーン-M
BTR-82をベースに開発された。移動式ミサイルシステムと戦略ミサイル部隊の護衛を任務とする。
ZLK ソスナ
砲塔部分に9M337（SA-X-25）地対空ミサイルの発射機を搭載した、自走対空ミサイル。

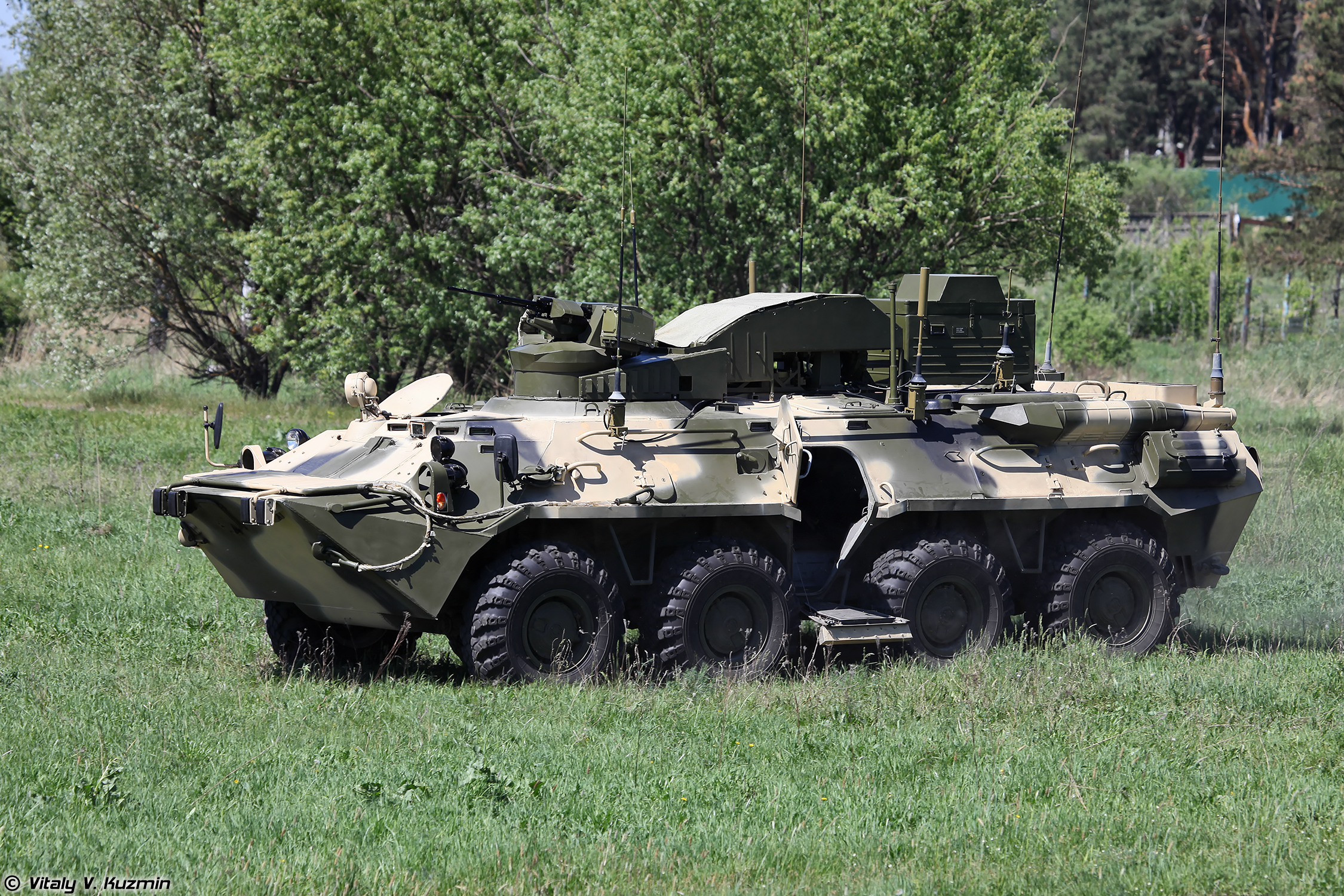
BPTM «タイフーン-M»
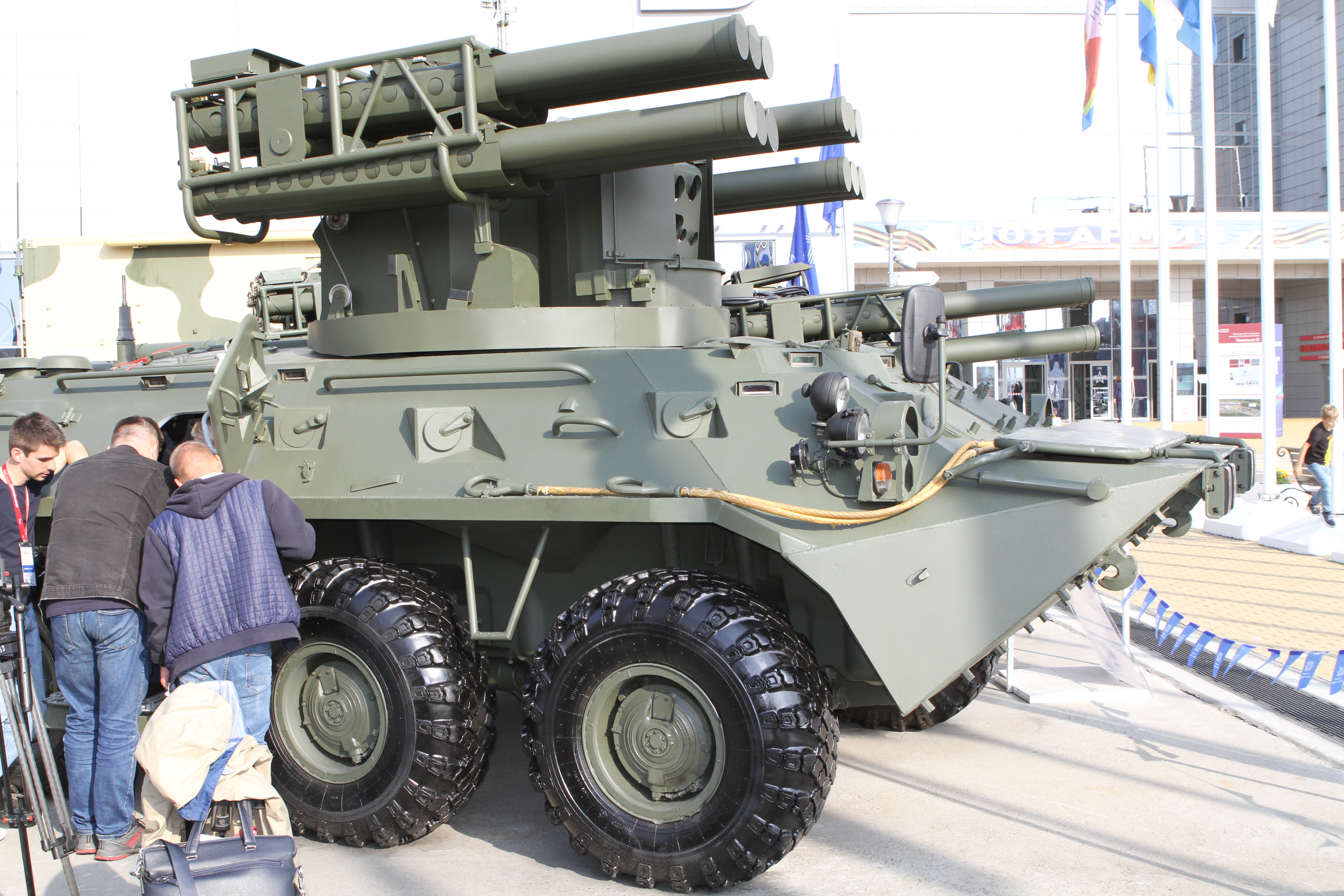
ZLK ソスナ

## 運用国
- アゼルバイジャン: 2024年時点で107両を保有している[14]。
- ベラルーシ: 2021年9月に最初の車両を受領[15]。2022年時点で31両を保有している[16]。
- カザフスタン: 2023年時点で63両のBTR-82Aを保有している[17]。
- ロシア 2023年時点:
  - ロシア陸軍: 約800両のBTR-82A/AMを保有している[18]。
  - ロシア海軍: 約600両のBTR-82Aを保有している[18]。
  - ロシア空挺軍: 約120両のBTR-82AMを保有している[18]。
  - ロシア国家警備隊: BTR-82A/AMを保有している。
- シリア: 2020年時点でBTR-82Aを保有している。
- ウズベキスタン: 2023年時点で推定100両のBTR-82Aを保有している[19]。
- ウクライナ: 2023年時点で約80両のBTR-82Aを保有している[18]。
- キルギス: 2021年時点で8~10両のBTR-82を保有している。

## 実戦
- ドンバス紛争: BTR-82Aを親ロシア派の武装勢力が運用した[20][21][22] 。
- シリア内戦: 2015年8月末、シリア軍がBTR-82Aの動画を公開した[23][24]。
- 2020年ナゴルノ=カラバフ紛争: BTR-82がアゼルバイジャン軍によって使用された。この紛争で少なくとも1両が失われた。 和平合意の後、ロシア平和維持軍もBTR-82を運用していた[25]。
- ウクライナ侵攻: ロシア・ウクライナ両軍によって多数のバリエーションを含むBTR-82が運用されており、多数が撃破されている[18][26][27][28][29][30]ほか、2024年12月にはウクライナ特殊作戦軍がロシア軍のBTR-82を鹵獲したと報じられた[31]。2024年までに31両の損害が確認されている。同年6月にはアメリカからウクライナに供与されたブラッドレー歩兵戦闘車との一騎打ちが発生し、ブラッドレーは大きく損傷しその後行動不能に、BTR-82も損害を受けたが搭乗していた歩兵を目的地まで運ぶことに成功している[要出典]。

## ギャラリー

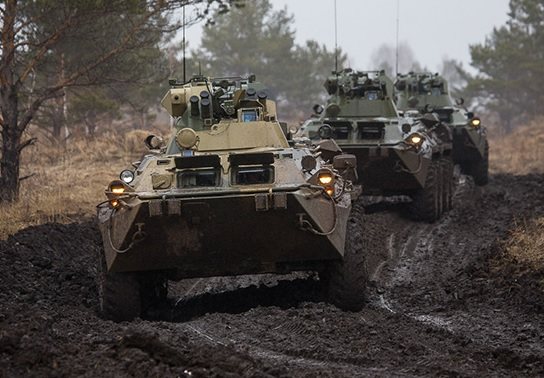
演習でのBTR-82A（2018年5月16日）
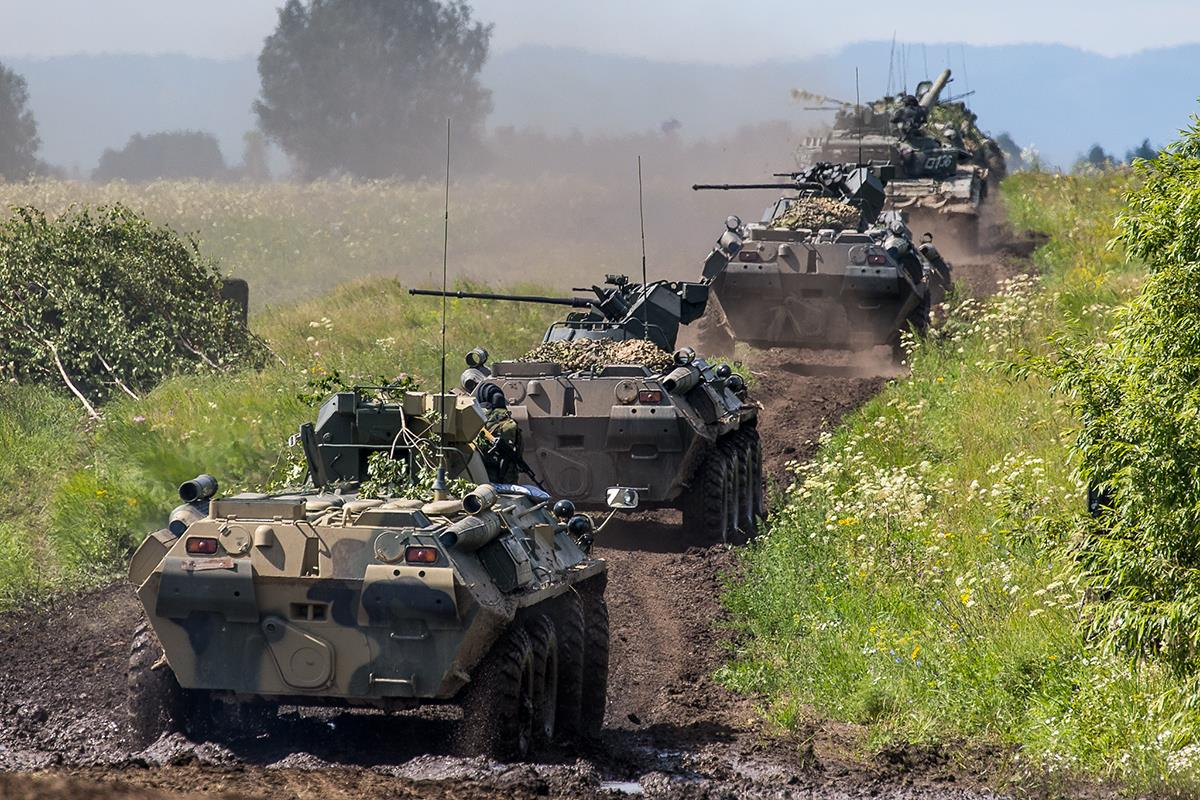
T-72B3とともに演習に参加するBTR-82とBTR-82A（2018年8月19日）
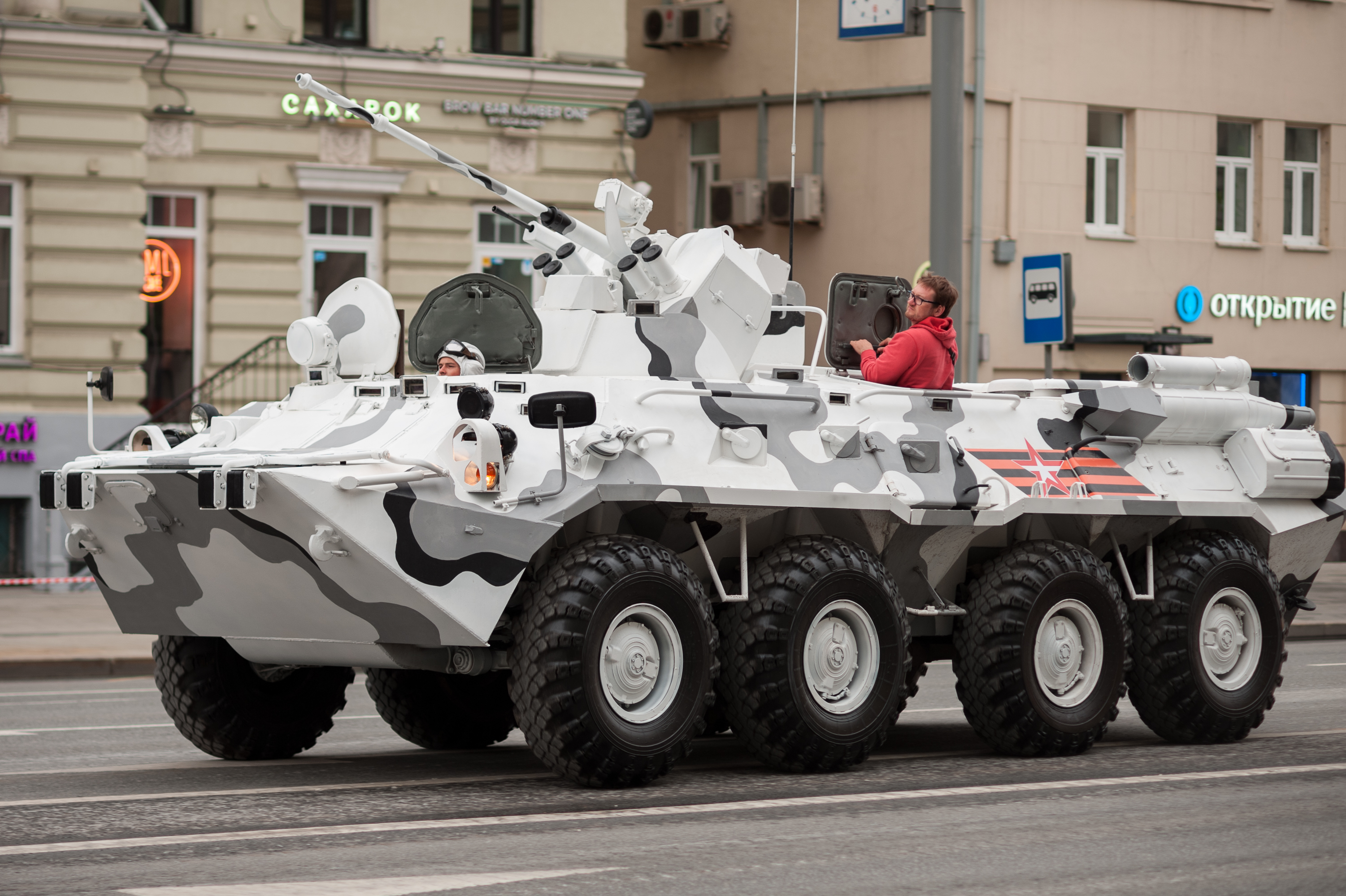
パレードでの冬季迷彩のBTR-82（2018年5月6日）
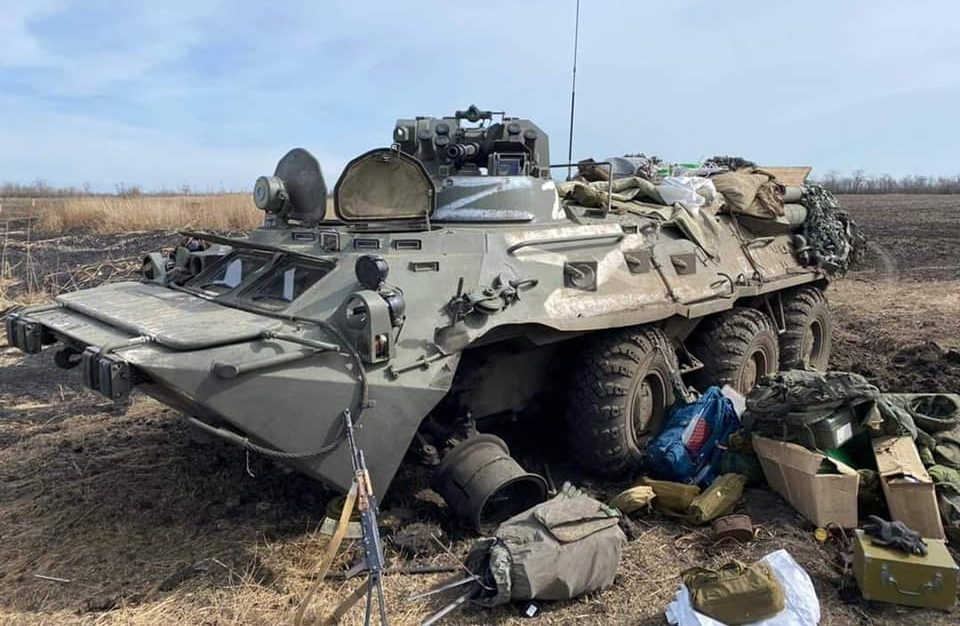
マリウポリで放棄されたロシア陸軍のBTR-82（2022年3月23日）